# 9e étape du Tour d'Italie 2011
Pour un article plus général, voir Tour d'Italie 2011.
La 9e étape du Tour d'Italie 2011 s'est déroulée le dimanche 15 mai 2011. Messine est la ville de départ, et le Mont Etna le lieu d'arrivée. Il s'agit d'une étape de haute-montagne d'un distance de 169 km. Elle a eu lieu le jour avant la première journée de repos.
L'Espagnol Alberto Contador (Saxo Bank-SunGard) remporte cette étape en solitaire et s'empare du maillot rose de leader. Il s'agit de la première victoire d'étape de l'Espagnol sur un Tour d'Italie. Après sa disqualification en 2012, la victoire d'étape revient à José Rujano, Kanstantsin Siutsou étant premier du classement général provisoire.

## Profil de l'étape
Cette 9e étape constitue le premier jour en haute montagne du Tour d'Italie 2011. En effet, les coureurs du Giro emprunteront à deux reprises les routes de l'Etna, célèbre volcan situé en Sicile. Il s'agit de la première arrivée en altitude où des écarts peuvent être creusés, de par la longueur du col et de ses pourcentages.

## La course
Filippo Savini, qui figure dans une échappée de 9 coureurs, passe en premier au sommet de l'Etna lors du premier passage. Dans le peloton, Michele Scarponi fait rouler son équipe, la Lampre-ISD, dans le but de réduire l'écart en vue de l'ascension finale. Jan Bakelants, assez remuant depuis le départ du Tour d'Italie 2011, tente d'imiter son coéquipier et compatriote Bart De Clercq (vainqueur de la 7e étape) en partant seul. Sans réussite. A 7 kilomètres de l'arrivée, Alberto Contador surprend ses adversaires en les attaquant assez loin de l'arrivée. Une fois n'est pas coutume, il creuse l'écart sur les leaders et remporte l'étape en plaçant une dernière accélération pour éliminer le dernier coureur a l'avoir suivi, José Rujano, de l'équipe italienne Androni Giocattoli-CIPI. El Pistolero s'empare du maillot rose et compte près d'une minute d'avance sur tous ces rivaux directs au général. John Gadret, premier français, termine neuvième.

## Côtes
| Premier   | Filippo Savini    | 15 pts |
| Deuxième  | Mathias Frank     | 9 pts  |
| Troisième | Jan Bakelandts    | 5 pts  |
| Quatrième | Yaroslav Popovych | 3 pts  |
| Cinquième | Pablo Lastras     | 2 pts  |
| Sixième   | Giovanni Visconti | 1 pts  |

| Premier   | Alberto Contador | 15 pts |
| Deuxième  | José Rujano      | 9 pts  |
| Troisième | Stefano Garzelli | 5 pts  |
| Quatrième | Vincenzo Nibali  | 3 pts  |
| Cinquième | Roman Kreuziger  | 2 pts  |
| Sixième   | David Arroyo     | 1 pts  |

## Sprint volant
- Sprint volant à Acireale (kilomètre 127,7)

| Premier   | Pablo Lastras     | 5 pts |
| Deuxième  | Filippo Savini    | 4 pts |
| Troisième | Jan Bakelandts    | 3 pt  |
| Quatrième | Yaroslav Popovych | 2 pts |
| Cinquième | Joan Horrach      | 1 pts |

## Classement de l'étape
|    | Coureur             | Pays        | Équipe                  |    | Temps           |
| -- | ------------------- | ----------- | ----------------------- | -- | --------------- |
|    | Alberto Contador    | Espagne     | Saxo Bank-SunGard       | en | 4 h 54 min 09 s |
| 1  | José Rujano         | Venezuela   | Androni Giocattoli-CIPI | en | 4 h 54 min 12 s |
| 3  | Stefano Garzelli    | Italie      | Acqua & Sapone          |    | 50 s            |
| 4  | Vincenzo Nibali     | Italie      | Liquigas-Cannondale     |    | 50 s            |
| 5  | Roman Kreuziger     | Tchéquie    | Astana                  |    | 50 s            |
| 6  | David Arroyo        | Espagne     | Movistar                |    | 50 s            |
| 7  | Kanstantsin Siutsou | Biélorussie | Team HTC-Highroad       |    | 50 s            |
| 8  | Igor Antón          | Espagne     | Euskaltel-Euskadi       |    | 59 s            |
| 9  | John Gadret         | France      | AG2R La Mondiale        |    | 1 min 07 s      |
| 10 | Hubert Dupont       | France      | AG2R La Mondiale        |    | 1 min 07 s      |

## Classement général
|    | Coureur             | Pays        | Équipe                  |    | Temps            |
| -- | ------------------- | ----------- | ----------------------- | -- | ---------------- |
|    | Alberto Contador    | Espagne     | Saxo Bank-SunGard       | en | 33 h 03 min 51 s |
| 1  | Kanstantsin Siutsou | Biélorussie | Team HTC-Highroad       | en | 33 h 04 min 50 s |
| 2  | Christophe Le Mével | France      | Garmin-Cervélo          |    | 20 s             |
| 3  | Vincenzo Nibali     | Italie      | Liquigas-Cannondale     |    | 22 s             |
| 4  | Michele Scarponi    | Italie      | Lampre-ISD              |    | 29 s             |
| 5  | David Arroyo        | Espagne     | Movistar                |    | 38 s             |
| 6  | Roman Kreuziger     | Tchéquie    | Astana                  |    | 42 s             |
| 7  | José Serpa          | Colombie    | Androni Giocattoli-CIPI |    | 48 s             |
| 8  | Dario Cataldo       | Italie      | Quick Step              |    | 1 min 22 s       |
| 9  | Matteo Carrara      | Italie      | Vacansoleil-DCM         |    | 1 min 22 s       |
| 10 | Igor Antón          | Espagne     | Euskaltel-Euskadi       |    | 1 min 22 s       |

## Classements annexes

### Classement par points
|   | Cycliste            | Équipe            | Points |
| - | ------------------- | ----------------- | ------ |
| 1 | Alberto Contador    | Saxo Bank-SunGard | 65 pts |
| 1 | Alessandro Petacchi | Lampre-ISD        | 64 pts |
| 3 | Christophe Le Mével | Garmin-Cervélo    | 53 pts |

### Classement du meilleur grimpeur
|   | Cycliste         | Équipe             | Points |
| - | ---------------- | ------------------ | ------ |
| 1 | Filippo Savini   | Colnago-CSF Inox   | 16 pts |
| 2 | Alberto Contador | Saxo Bank-SunGard  | 15 pts |
| 3 | Bart De Clercq   | Omega Pharma-Lotto | 11 pts |

### Classement du meilleur jeune
| Cycliste              | Équipe   | Temps | Temps            |
| --------------------- | -------- | ----- | ---------------- |
| Roman Kreuziger       | Astana   | en    | 33 h 05 min 32 s |
| Francesco Masciarelli | Astana   | +     | 1 min 08 s       |
| Steven Kruijswijk     | Rabobank |       | 1 min 15 s       |

### Classement par équipes aux temps
| Équipe                  | Temps | Temps            |
| ----------------------- | ----- | ---------------- |
| Astana                  | en    | 98 h 35 min 20 s |
| Androni Giocattoli-CIPI | +     | 18 s             |
| Movistar                |       | 3 min 38 s       |

### Classement par équipes aux points
| Équipe                  | Points  |
| ----------------------- | ------- |
| Androni Giocattoli-CIPI | 154 pts |
| Lampre-ISD              | 144 pts |
| Garmin-Cervélo          | 143 pts |

## Abandons
- Chris Butler (BMC Racing) : non-partant
- Jackson Rodríguez (Androni Giocattoli-CIPI) : abandon
- Graeme Brown (Rabobank) : hors-délai
- Robbie McEwen (Team RadioShack) : hors-délai